# Hymenophyllum spinosum
Hymenophyllum spinosum là một loài thực vật có mạch trong họ Hymenophyllaceae. Loài này được Ching miêu tả khoa học đầu tiên năm 1959.